# Photo Journal
Photo Journal était un journal hebdomadaire québécois qui mettait l'accent sur les illustrations et couvrait notamment le monde du spectacle.

## Histoire
Le journal a été fondé par Rolland Maillet. Son premier numéro paraît en 1937. Il fut vendu à Jean-Louis Lévesque en 1964, à Jacques Brillant en 1966, à J.-Laurent Leduc en 1969, à Claude Coupal en 1973 et à Normand G. Robidoux en 1974.
En 1979, le journal déclare faillite.
Gilles Brown tente de le remettre à flot en même temps que Le Petit Journal. C'est un échec et le dernier numéro paraît en octobre 1981.